# Flacke
Flacke ist ein niederdeutscher Familienname. 

## Herkunft und Bedeutung
Wohnstättenname für jemanden, der an einem stehenden, sumpfigen Wasser wohnt.

## Varianten und Verbreitung
- Flake mit 530 Namensträgern im Kreis Lippe und Osnabrück
- Flacke mit 580 Namensträgern im Kreis Lippe und Osnabrück

## Namensträger
- Heinz Flacke (* 1943), deutscher Handballspieler
- Iris Flacke (* 1977), deutsche Fußballspielerin
- Ursula Flacke (* 1949), deutsche Autorin und Kabarettistin